# 让-菲利普·马特塔
让-菲利普·马特塔（法語：Jean-Philippe Mateta，1997年6月28日—）是一位法国足球运动员，現效力於英超球隊水晶宮，于场上司职前锋。他的父親是剛果民主共和國人，母親是法國人。

## 俱乐部生涯
马特塔成长于巴黎郊区的塞夫朗。其足球生涯始于当地俱乐部奥林匹克塞夫朗（Olympique de Sevran），并在辗转效力FC塞夫朗（Sevran FC）和德朗西后，于2014年转投法国中部的沙托鲁。在那里，他于2015年11月6日以1比1战平贝尔福的法国全国联赛（法丙）中首次亮相。得益于在2015-16赛季的22次出场中便射入11球，马特塔的表现很快便引起了法甲俱乐部奥林匹克里昂的关注，并于2016-17赛季初将其签入。2016年9月21日，马特塔完成法甲首秀：在第7轮以5比1击败蒙彼利埃的比赛中，于第76分钟替换登场。然而至赛季结束时，他共仅获得2次法甲及1次法国杯的出场机会，为了增加比赛锻炼，马特塔于2017-18赛季被租借至法乙俱乐部勒阿弗尔。他帮助勒阿弗尔以法乙第四名完赛并获得参加升级附加赛的资格，却最终不敌阿雅克肖而无缘升级。马特塔本人则在联赛中出场35次及射入17球，名列射手榜第三。
至2018-19赛季，马特塔转会至德甲俱乐部美因茨05，并签订了一份期至2022年6月30日届满的合同，成为该俱乐部历史上最昂贵的签约。2018年9月1日，即德甲第二轮以1比1战平纽伦堡的比赛中，马特塔射入了代表美因茨的首个入球。2019年4月5日，他又在第28轮以5比0战胜弗赖堡的比赛中上演个人职业生涯的首个帽子戏法。

## 国家队生涯
2017年5月30日至6月5日期间，马特塔曾入选法国19岁以下国家足球队参加了三场友谊赛，分别对阵威尔士（0:0）、科特迪瓦（1:2）和巴林（6:1），并在最后一场比赛中射入1球。2018年10月12日，马特塔又在对阵土耳其的友谊赛中首次代表法國21歲以下國家足球隊上阵。

## 生涯数据
最後更新：2019年4月5日
| 俱乐部           | 赛季     | 联赛     | 联赛 | 联赛 | 杯赛 | 杯赛 | 联赛杯 | 联赛杯 | 欧战 | 欧战 | 其它 | 其它 | 总计 | 总计 |
| 俱乐部           | 赛季     | 级别     | 出场 | 入球 | 出场 | 入球 | 出场   | 入球   | 出场 | 入球 | 出场 | 入球 | 出场 | 入球 |
| ---------------- | -------- | -------- | ---- | ---- | ---- | ---- | ------ | ------ | ---- | ---- | ---- | ---- | ---- | ---- |
| 沙托鲁           | 2015–16  | 法丙联赛 | 22   | 11   | 0    | 0    | 0      | 0      | —    | —    | —    | —    | 22   | 11   |
| 沙托鲁           | 2016–17  | 法丙联赛 | 4    | 2    | 0    | 0    | 1      | 3      | —    | —    | —    | —    | 5    | 5    |
| 沙托鲁           | 总计     | 总计     | 26   | 13   | 0    | 0    | 1      | 3      | 0    | 0    | 0    | 0    | 27   | 16   |
| 奥林匹克里昂     | 2016–17  | 法甲联赛 | 2    | 0    | 1    | 0    | 0      | 0      | 0    | 0    | —    | —    | 3    | 0    |
| 勒阿弗尔（租借） | 2017–18  | 法乙联赛 | 37   | 19   | 1    | 1    | 0      | 0      | —    | —    | —    | —    | 38   | 20   |
| 美因茨05         | 2018–19  | 德甲联赛 | 28   | 10   | 2    | 0    | 0      | 0      | 0    | 0    | —    | —    | 30   | 10   |
| 生涯总计         | 生涯总计 | 生涯总计 | 93   | 42   | 4    | 1    | 1      | 3      | 0    | 0    | 0    | 0    | 98   | 46   |

## 荣誉
水晶宫
- 英格兰足总杯冠軍：2024–25[13]
- 英格蘭社區盾冠軍：2025[14]

法國國奧隊
- 奧運銀牌：2024[15]

### 個人
- 水晶宫年度最佳球員：2023–24